# Emmanuel Gigliotti
Emmanuel Gigliotti  (Buenos Aires, 20 de maio de 1987) é um futebolista argentino que atua como atacante. Atualmente joga pelo Colón.

## Carreira

### General Lamadrid e Argentinos Jrs
Gigliotti começou sua carreira em 2006 jogando pelo Lamadrid da 4ª divisão argentina. Em 2007, se transferiu para o Argentinos Juniors da Primera División, mas não chegou a jogar uma única partida, tendo se transferido ao All Boys da 2° divisão. Durante a temporada 2008-09, ele foi o artilheiro da equipe. 

### Atlético Tucumán
Em 2009 foi vendido para o Atlético Tucumán, recentemente promovido na Primera División. Ele fez sua estréia no clube contra o Huracán em 3 de setembro de 2009, entrando apenas no fim do jogo. Já na sua primeira partida como titular marcou seu primeiro gol, em 7 de novembro de 2009 em uma vitória por 4-2 contra o Tigre. Na partida seguinte, atuou novamente desde o início e fez mais um gol, mas não conseguiu evitar a derrota para o River Plate em 15 de novembro, por 3-1.

### Italia e All Boys
Após um período de seis meses na Novara, o atacante voltou para a Argentina, onde defendeu novamente o All Boys, desta vez na primeira divisão. 

### Boca Juniors
Em julho de 2013, a Gigliotti assinou com o gigante Boca Juniors. Em 6 de outubro, marcou contra River Plate no Superclásico.
Foi um dos destaques da equipe do Boca na campanha pela Copa Sul-Americana 2014, sendo decisivo contra o Cerro Porteño pelas quartas de final. Entretanto falhou no confronto conttra i grande rival, River Plate, onde acabaram eliminados na semifinal. 

### Chongqing Lifan
Em 28 de fevereiro de 2015 foi emprestado para o futebol chinês por um ano, onde defendeu o Chongqing Lifan em 2015 e 2016, com 25 gols marcados no clube. 

### Independiente
Em 2017 retornou ao futebol argentino para defender o gigante Independiente. Vestindo a camisa 9 do "rei de copas" foi peça chave da conquista do 17° título Internacional e segundo da Copa Sul-Americana. Foi dele o primeiro gol da reação do Independiente no primeiro jogo da decisão, que resultou na vitória de virada por 2-1 sobre o Flamengo no Estádio Libertadores da América.

## Seleção
Em 2011 recebeu sua primeira convocação pela Seleção Argentina, para disputar os dois jogos contra o Brasil pelo Superclássico das Américas, tendo atuado no primeiro jogo, que foi disputado em solo argentino.

## Títulos
Independiente
- Copa Sul-Americana: 2017
- Copa Suruga Bank: 2018

Club Leon
• Campeonato Mexicano: 2020